# Rudolf Jaworski
Rudolf Jaworski (geboren 9. Mai 1944 in Lissa) ist ein deutscher Historiker.

## Leben
Rudolf Jaworski wurde im deutsch besetzten Wartheland geboren. Er studierte Geschichte und Germanistik in Tübingen und Wien und wurde 1975 promoviert. 1984 erfolgte die Habilitation an der Universität Tübingen. 
Jaworski war von 1975 bis 1987 Wissenschaftlicher Assistent und Dozent am Institut für Osteuropäische Geschichte und Landeskunde der Universität Tübingen und von 1987 bis 2009 akademischer Direktor am Historischen Seminar (Abteilung für Osteuropäische Geschichte) der Universität Kiel. 
Jaworski arbeitet schwerpunktmäßig zur neueren Geschichte Ostmitteleuropas und zu den Beziehungen Deutschlands zu dieser Region. Ein Teil seiner Schriften ist auch in Übersetzung in Polen und in Tschechien veröffentlicht worden.
Jaworski wohnt in Konstanz.

## Schriften
- Vorposten oder Minderheit? Der sudetendeutsche Volkstumskampf in den Beziehungen zwischen der Weimarer Republik und der ČSR. Deutsche Verlags-Anstalt, Stuttgart 1977, ISBN 3-421-01816-2 (Zugleich: Tübingen, Univ., Diss., 1975), (In tschechischer Sprache: Na stráži němectví nebo v postavení menšiny? Sudetoněmecký národnostní boj ve vztazích výmarské republiky a ČSR. Pražská edice, Praha 2004, ISBN 80-86239-09-8).
- Handel und Gewerbe im Nationalitätenkampf. Studien zur Wirtschaftsgesinnung der Polen in der Provinz Posen (1871–1914) (= Kritische Studien zur Geschichtswissenschaft. Bd. 70). Vandenhoeck und Ruprecht, Göttingen 1986, ISBN 3-525-35730-3 (Zugleich: Tübingen, Univ., Habil.-Schr., 1984), (In polnischer Sprache: „Swój do swego“. Studium o kształtowaniu siȩ zmysłu gospodarności Wielkopolan 1871–1914 (= Wielkopolska. Bd. 6). Wydawnictwo Poznańskie, Poznań 1998, ISBN 83-86138-84-X).
- als Herausgeber mit Marian Wojciechowski im Auftrag des Instituts für Zeitgeschichte und der Generaldirektion der polnischen Staatsarchive: Deutsche und Polen zwischen den Kriegen. Minderheitenstatus und „Volkstumskampf“ im Grenzgebiet. Amtliche Berichterstattung aus beiden Ländern 1920–1939 = Polacy i Niemcy między wojnami (= Texte und Materialien zur Zeitgeschichte. Bd. 9, 1–2). 2 Bände. Saur, München u. a. 1997, ISBN 3-598-22810-4.
- mit Christian Lübke und Michael G. Müller: Eine kleine Geschichte Polens (= Edition Suhrkamp 2179). Suhrkamp, Frankfurt am Main 2000, ISBN 3-518-12179-0.
- als Herausgeber mit Witold Molik: Denkmäler in Kiel und Posen: Parallelen und Kontraste. Ludwig, Kiel 2002, ISBN 3-933598-41-9 (online auf: books.google.de).
- Deutsche und tschechische Ansichten. Kollektive Identifikationsangebote auf Bildpostkarten in der späten Habsburgermonarchie. Studien-Verlag, Innsbruck u. a. 2006, ISBN 3-7065-4097-5.
- als Herausgeber mit Peter Stachel: Die Besetzung des öffentlichen Raumes. Politische Plätze, Denkmäler und Straßennamen im europäischen Vergleich. Frank & Timme, Berlin 2007 ISBN 978-3-86596-128-0.
- Ostmitteleuropa im Fokus. Ausgewählte Aufsätze von Rudolf Jaworski. Herausgegeben von Eckhard Hübner, Mathias Niendorf und Hans-Christian Petersen. fibre-Verlag, Osnabrück 2009, ISBN 978-3-938400-04-3.
- Verschwörungstheorien aus psychologischer und historischer Sicht. In: Matthias Pöhlmann (Hrsg.): Traue niemandem! Verschwörungstheorien, Geheimwissen, Neomythen. In: EZW-Texte 177 (2004), S. 33–51 (online, Zugriff am 14. September 2014).
- Mütter – Liebchen – Heroinen. Propagandapostkarten aus dem Ersten Weltkrieg. Böhlau, Köln 2015, ISBN 978-3-412-22477-6.